# دوبکی (سیسترورتسک)
پارک مرکزی فرهنگ و استراحت شهر سستروتسک (به روسی: Дубки) (پارک دوبکی) در شهر سستروتسک (منطقه توریستی سنت پترزبورگ) واقع شده است. این پارک به عنوان بخشی از میراث جهانی «مرکز تاریخی سنت پترزبورگ و مجموعه‌های مرتبط با آن» ثبت شده است. مساحت پارک ۶۰٫۵ هکتار می‌باشد.
پارک دارای یک باغ هلندی، سازه‌های هیدرولیکی و یک دیوار دفاعی است که به عنوان یک یادبود میراث فرهنگی-تاریخی منطقه توریستی سنت پترزبورگ شناخته می‌شود. دیوارهای دفاعی برای محافظت در برابر حملات احتمالی در دوران جنگ روسیه و سوئد در سال‌های ۱۷۴۱–۱۷۴۳ ساخته شده بودند. این دیوارها در سال ۱۸۵۵ و در جریان جنگ کریمه نیز به کار آمدند، زمانی که نیروی دریایی انگلیس و فرانسه به مدت چند ساعت سستروتسک را بمباران کردند، اما انگلیسی‌ها و فرانسوی‌ها هیچگاه تصمیم به پیاده‌سازی نیروهای خود در ساحل نگرفتند.